# Мондегу
Монде́гу (порт. Mondego, лат. Munda) — река в Португалии; крупнейшая река, русло которой полностью находится на территории Португалии. Длина — 220 км. Площадь водосборного бассейна — 6772 км².

## География реки
Берёт начало в горах Серра-да-Эштрела (высота истока — 1425 м над уровнем моря) и впадает в Атлантический океан в районе Фигейра-да-Фош.
Крупнейший город на реке Мондегу — Коимбра.
Рис, виноград и многие другие культуры выращиваются в бассейне реки.